# Antonio Bannò
Antonio Bannò (Roma, 13 febbraio 1994) è un attore italiano.

## Biografia
Nato a Roma il 13 febbraio 1994. Inizia i suoi studi giovanissimo con la scuola di Teatro Jobel e in seguito con l'attore Giampiero Rappa. Dopo il diploma al liceo classico Eugenio Montale, si trasferisce a Genova dove si diploma nel 2017 presso la Scuola del Teatro Stabile di Genova. Tornato a Roma continua i suoi studi al corso di alto perfezionamento del Teatro di Roma. 
Dopo aver recitato in varie produzioni teatrali, debutta in televisione nel 2017 con la serie tv Rocco Schiavone 2, e prende parte alle serie Suburra e Romulus.
Il primo ruolo significativo arriva nel 2021 quando affianca Carlo Verdone nella serie Vita da Carlo in cui interpreta Chicco. 
Nello stesso periodo entra a far parte del cast della serie Christian nel ruolo di Davide.
Nel 2020 per la sua interpretazione in Tigers riceve il premio Premio RB Casting ad Alice nella Città
Nel 2022 è tra gli interpreti de Il Principe di Roma di Edoardo Falcone.

## Filmografia

### Cinema
- Dieci storie proprio così, regia di Emanuela Giordano e Giulia Minoli (2017)
- Go Home - A casa loro, regia di Luna Gualano (2018)
- Il colpo del cane, regia di Fulvio Risuleo (2019)
- Love Me Tender, regia di Klaudia Reynicke (2019)
- Tigers, regia di Ronnie Sandhal (2020)
- Il principe di Roma, regia di Edoardo Falcone (2022)
- La guerra del Tiburtino III, regia di Luna Gualano (2023)

### Televisione
- Rocco Schiavone 2, regia di Giulio Manfredonia (2017)
- Suburra - La serie (2018-2019)
- Romulus, regia di Matteo Rovere, Michele Alhaique, Enrico Maria Artale (2019)
- Vita da Carlo, regia di Carlo Verdone e Arnaldo Catinari (2021-in corso)
- Christian, regia di Stefano Lodovichi e Roberto Saku CInardi (2022-in corso)
- Gigolò per caso, regia di Eros Puglielli (2023)

## Teatrografia (parziale)
- La cucina, regia di Valerio Binasco
- Re Lear, regia di Giorgio Barberio Corsetti
- Ritratto di una nazione, regia di Fabrizio Arcuri